# Trasea (figlio di Aeto)
Trasea (in greco antico: Θρασέας?, Thraséas; fl. III secolo a.C.) è stato un militare e funzionario egizio vissuto nel III secolo a.C.

## Origini familiari
Trasea era figlio di Aeto I, uomo originario di Aspendo in Panfilia, strategos di Cilicia e sacerdote eponimo di Alessandro nel 253/252 a.C. Suo fratello era quindi Aeto II e suo nipote, figlio del fratello, era Aeto III, strategos di Cilicia e sacerdote eponimo di Alessandro nel 197/196 a.C.

## Biografia
Trasea si trasferì con il padre dall'Asia minore ad Alessandria nel 253 a.C. Diventò governatore militare (στρατηγός, strategós) di Cilicia sotto Tolomeo III Evergete dopo il 238 a.C. Durante il suo mandato continuò l'opera del padre, che era stato precedentemente strategos, rendendo la neonata città di Arsinoe ancora più bella. Fu mandato ad Atene nel 224-223 a.C. da Tolomeo III per rafforzare il legame con la città greca e venne onorato con la cittadinanza ateniese. Diventò in seguito strategos di Celesiria dopo il 217 a.C. sotto Tolomeo IV Filopatore.
Trasea ebbe tre figli: Tolomeo (strategos di Celesiria e Fenicia), Apollonio (strategos di Celesiria) e Trasea.